# Cráter de Chicxulub
El cráter de Chicxulub (AFI: [tʃikʃuˈlub] (escucharⓘ)) es un antiguo cráter de impacto cuyo centro aproximado está ubicado al noroeste de la península de Yucatán, en México. Este centro se encuentra cerca de la actual población de Chicxulub, a la que el cráter debe su nombre. La traducción al español del nombre en lengua maya del poblado que se encuentra al oriente del puerto de Progreso, en el estado de Yucatán, es ‘pulga del diablo’.
El cráter mide más de 180 km de diámetro, formando una de las zonas de impacto más grandes del mundo; se estima que el meteorito que formó el cráter medía alrededor de 12 km de diámetro. Fue descubierto por Antonio Camargo Zanoguera, Glen Penfield y colaboradores, geofísicos que trabajaban en Yucatán para la empresa paraestatal de Petróleos Mexicanos en busca de yacimientos de petróleo a finales de la década de 1970. Inicialmente, no se pudieron encontrar pruebas que evidenciaran que esa inusual estructura geológica era, en realidad, un cráter de impacto, por lo que se abandonaron las investigaciones.
A través de su contacto con Alan Hildebrand, un geólogo canadiense, Penfield y Camargo fueron capaces de obtener muestras que sugerían que el cráter había sido consecuencia de un impacto. Las pruebas de un origen por impacto del cráter incluyen «cuarzo de impacto», una anomalía gravitatoria y la presencia de tectitas en el área circundante. También la presencia de iridio y en ocasiones de platino como metal asociado.
La edad de las rocas y los análisis isotópicos mostraron que esta estructura data de finales del período Cretácico, hace aproximadamente 65 millones de años. La principal evidencia es una delgada capa de iridio encontrada en sedimentos del límite K/T en varios afloramientos de todo el mundo. El iridio es un metal escaso en la Tierra, pero abundante en los meteoritos y asteroides.
Recientemente se ha reafirmado la hipótesis de que este impacto es el responsable de la extinción masiva del Cretácico-Terciario. En efecto, entre las consecuencias del choque destaca la extinción de diversas especies, como lo sugiere el límite K/T, aunque algunos críticos argumentan que el impacto no fue el único motivo y otros debaten si en realidad fue un único impacto o si en la colisión de Chicxulub participaron una serie de bólidos que podrían haber impactado contra la Tierra aproximadamente al mismo tiempo.

## Descubrimiento

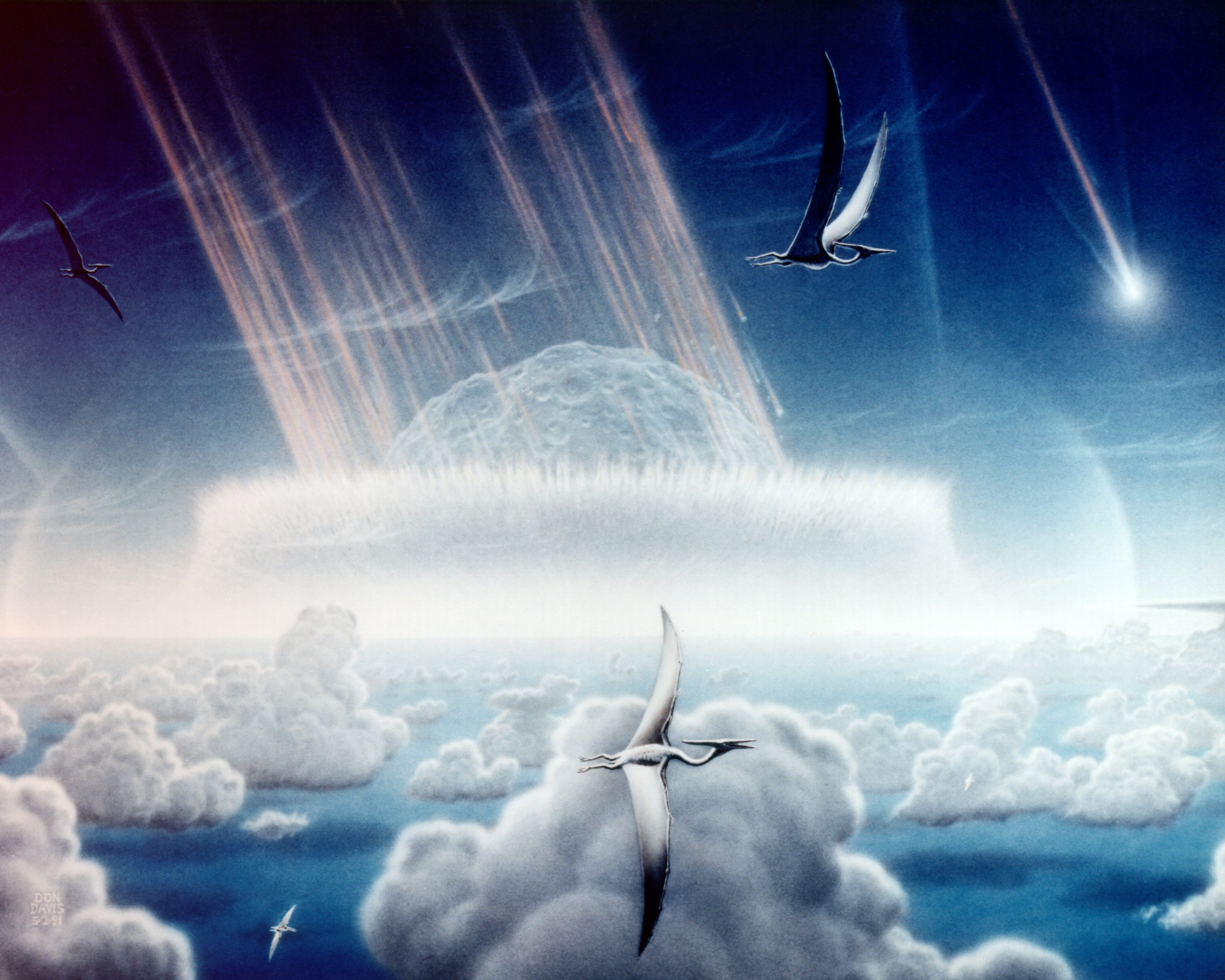
Representación artística e hipotética de cómo fue el impacto del asteroide que formó el cráter de Chicxulub.

En 1978 los geofísicos Penfield y Camargo trabajaban para la compañía petrolera estatal mexicana Pemex como parte de una prospección magnética aérea del golfo de México, al norte de la península de Yucatán. Su trabajo consistía en utilizar datos geofísicos para estudiar posibles localizaciones a fin de extraer petróleo. En dicha investigación, Penfield encontró un enorme arco subterráneo con una «simetría extraordinaria» y con la forma de un anillo que medía alrededor de 70 km de radio. Entonces obtuvo un mapa gravitatorio de Yucatán realizado en la década de 1960. 
Una década antes, el mismo mapa sugirió una estructura de impacto al contratista Robert Baltosser, pero la política corporativa de Pemex de aquella época le prohibía hacer pública su conclusión. Penfield descubrió otro arco en la península en sí, cuyos extremos apuntaban hacia el norte. Comparando los dos mapas, encontró que los dos arcos formaban un círculo, de 180 km de diámetro, cuyo centro se encontraba cerca del pueblo de Chicxulub, en Yucatán; a partir de esto, estuvo prácticamente seguro de que la formación había sido creada por un evento cataclísmico en la historia geológica.
Pemex prohibió hacer públicos datos específicos, pero permitió a Penfield y a Camargo presentar sus resultados en la conferencia de 1981 de la Sociedad de Geofísicos de Exploración. La conferencia de ese año tuvo poca asistencia y su informe atrajo una escasa atención; irónicamente, muchos de los expertos en cráteres de impacto y el límite K/T estaban asistiendo a una conferencia diferente sobre los impactos contra la Tierra. Aunque los descubridores tenían una gran cantidad de información geofísica, no poseían muestras de roca, ni ninguna otra prueba física de la colisión.
Pemex había perforado pozos de exploración en la región desde 1958, y en una perforación había penetrado hasta lo que fue descrito como una gruesa capa de andesita a una profundidad de unos 1300 m. Esta capa podría haber sido el resultado del intenso calor y presión de un impacto contra la Tierra, pero en la época de las perforaciones fue considerada un domo de lava, un rasgo atípico de la geología de la región. Penfield intentó obtener muestras de la capa, pero fue informado de que las muestras se habían perdido o destruido. Cuando los intentos de volver a los pozos a realizar una exploración y una búsqueda de rocas se hicieron vanos, Penfield abandonó dicho proyecto, publicó sus descubrimientos y volvió a trabajar para Pemex.
Al mismo tiempo, el científico Luis Walter Álvarez presentó su hipótesis de que un gran cuerpo extraterrestre había impactado contra la Tierra, y en 1981, desconocedor del descubrimiento de Penfield, el estudiante de la Universidad de Arizona Alan R. Hildebrand y el consejero de la facultad William V. Boynton publicaron un borrador de la teoría de un impacto contra la Tierra, mientras se encontraban buscando un cráter candidato. Sus pruebas incluían arcilla marrón-verdosa con un exceso de iridio, que contenía granos de cuarzo de impacto y vidrio alterado, que parecían ser tectitas. También había depósitos gruesos y mezclados de fragmentos toscos de roca, que se creía que habían sido arrancados de algún lugar y depositados en algún otro por un gran tsunami probablemente causado por un impacto contra la Tierra. Estos depósitos se encuentran en muchos lugares, pero parecen estar concentrados en la cuenca del Caribe, en el límite K/T. Así que cuando el profesor haitiano Florentine Moras descubrió lo que creía que era la prueba de un volcán antiguo en Haití, Hildebrand sugirió que podía ser un rasgo revelador de un impacto cercano. Las pruebas efectuadas sobre las muestras recuperadas del límite K/T revelaron más cristales de tectita, que sólo se forman con el calor de impactos de asteroide y detonaciones nucleares de gran potencia, superior a la de las detonaciones sobre Hiroshima y Nagasaki. 
En 1990, el periodista del Houston Chronicle Carlos Byars informó a Hildebrand del descubrimiento previo de Penfield de un posible cráter de impacto. Hildebrand se puso en contacto con Penfield en abril de 1990 y los dos pronto obtuvieron dos muestras de los pozos de Pemex, guardadas en Nueva Orleans. El equipo de Hildebrand analizó las muestras, que presentaban claramente material metamórfico. 
En 1996, un equipo de investigadores de California, incluyendo Kevin Pope, Adriana Ocampo y Charles Dullin, estudiando imágenes de satélite de la región, descubrieron un semi-anillo de dolinas (cenotes) con centro en el poblado de Chicxulub, que se correspondía con el que Penfield había visto anteriormente. Se creía que las dolinas o cenotes habían sido provocados por la subsidencia de la pared del cráter de impacto. Pruebas más recientes sugieren que el cráter real mide 300 km de diámetro, y que el anillo de 180 km es una pared interior.
El evento ha sido descrito más recientemente en un libro editado y publicado en 2007, escrito por el astrónomo mexicano Arcadio Poveda Ricalde y por Fernando Espejo Méndez, quienes actualizaron el conocimiento que se tiene del suceso.

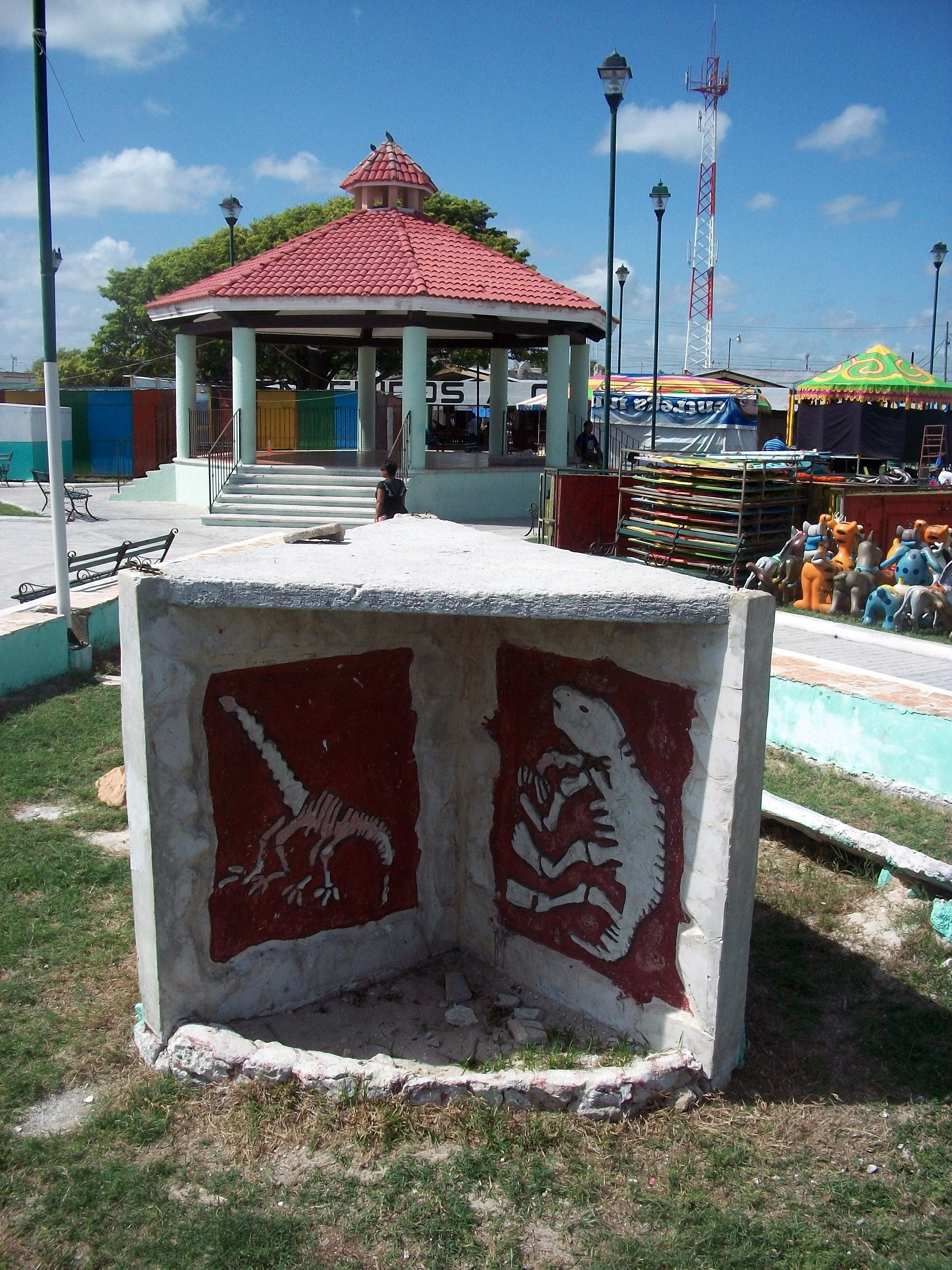
Estela ubicada en el centro del cráter, en el poblado de Chicxulub Puerto, Yucatán, México.

## Geología y morfología
En su trabajo de 1991, Hildebrand, Penfield y otros describieron las características geológicas y la composición de la estructura de impacto. Sobre el cráter se encuentran capas de marga y caliza que alcanzan casi 1000 m de espesor. Las dataciones más antiguas de estas rocas sitúan su formación a partir del Paleoceno. Bajo estas capas hay más de 500 m de vidrio y brechas de composición andesítica. Estas rocas ígneas andesíticas fueron encontradas únicamente en la supuesta estructura de impacto; de manera similar, se encuentran cantidades de feldespato y augita, elementos propios de rocas fundidas por impacto, además de «cuarzo de impacto». Dentro de la estructura, el límite K/T está deprimido entre 600 y 1100 m respecto a la profundidad normal de unos 500 m a la que se encuentra, alejándose 5 km de la estructura de impacto. A lo largo del borde del cráter, hay agrupaciones de cenotes o dolinas, que sugieren que hubo una cuenca de agua dentro de la estructura durante la era cenozoica, después del impacto. Las aguas subterráneas de esta cuenca disolvieron la caliza y crearon las cavernas y cenotes que se encuentran hoy bajo la superficie. El estudio también señalaba que el cráter parecía ser un buen candidato para el origen de las tectitas encontradas en Haití.

## Estimaciones sobre el impacto y sus efectos globales

Animación que muestra el impacto y la formación del cráter de Chicxulub. Universidad de Arizona (Space Imagery Center).

Se estima que el tamaño del bólido era de entre 10 y 18 km de diámetro y que el impacto pudo haber liberado unos 400 zettajulios (4 × 1023 J) de energía, equivalentes a 100 teratones de TNT (1014 toneladas). El evento de Chicxulub fue, por tanto, dos millones de veces más potente que la Bomba del Zar, el mayor dispositivo explosivo creado (y probado) por el hombre, con una potencia de 50 megatones. Incluso la mayor erupción volcánica explosiva que se conoce —la que creó la Caldera de La Garita en Colorado, Estados Unidos— liberó aproximadamente 10 zettajulios, lo que es significativamente menos poderoso que el impacto de Chicxulub.
El asteroide que formó el cráter habría ingresado a la Tierra a una velocidad de 20 km/s (72 000 km/h), es decir unas 10 veces más rápido que las balas de algunos de los rifles más veloces creados por el hombre, pero apenas un tercio de la velocidad con que el cometa Shoemaker-Levy 9 impactó contra Júpiter en 1994.

### Efectos geológicos y ambientales
El golpe inicial del asteroide habría provocado una explosión cuya energía superaría por mil millones de veces la que liberó la bomba de Hiroshima en 1945. La bola de fuego a más de 10 000 °C habría incinerado todo lo que se encontrara en un radio de 1600 km, es decir todo el Golfo de México y las costas aledañas. La propia corteza se habría derramado y salpicado hacia afuera como si fuera un líquido, pasando en segundos el cráter de ser 3 veces más profundo que la Fosa de las Marianas a formar una torre varias veces más alta que el Everest, la cual se derrumbaría sobre sí misma formando así el anillo de picos actual. El impacto habría causado algunos de los mayores megatsunamis de la historia de la Tierra, olas el doble de altas que el Empire State Building que se estrellarían en las costas de todo el mundo, siendo las más afectadas las del Golfo de México y las del Atlántico. Una nube de polvo, cenizas y escombros pulverizados se habría extendido por todo el diámetro y área del cráter, cuando el asteroide se hundía en la corteza terrestre en menos de un segundo. Vientos huracanados a más de 1500 km/h saldrían desde la zona del impacto y habrían derribado todo a un radio de más de 3000 km. El material excavado, junto con trozos del asteroide habrían sido eyectados a la atmósfera y al espacio por la explosión, algunos acabando en la Luna, los que quedaban alrededor del planeta se habrían calentado hasta convertirse en cuerpos incandescentes que habrían reentrado a la propia atmósfera terrestre, sobrecalentándola y provocando incendios globales; mientras tanto, enormes ondas de choque atravesarían el interior de la Tierra, causando terremotos y erupciones volcánicas globales. La emisión de polvo y partículas podrían haber cubierto la superficie entera de la Tierra durante varios años, posiblemente una década, creando un medio de vida difícil para los seres vivos. La producción de dióxido de carbono provocada por el choque y por la destrucción de rocas carbonatadas habría causado un dramático efecto invernadero. Otra consecuencia del impacto es que las partículas de polvo de la atmósfera habrían impedido que la luz solar llegara a la superficie de la Tierra, disminuyendo la temperatura drásticamente. La fotosíntesis de las plantas habría quedado interrumpida, afectando a la totalidad de la red trófica.
En febrero de 2008, un equipo de investigadores dirigido por Sean Gulick, en la Escuela Jackson de Ciencias de la Tierra de la Universidad de Texas en Austin, utilizó imágenes sísmicas del cráter para determinar que el asteroide impactó en aguas más profundas de lo que se suponía previamente, liberando una masa de vapor de agua 6,5 veces mayor de lo estimado. El agua y el azufre presente en los sedimentos (evaporita) de la región habrían reaccionado y formado aerosoles sulfatados que se liberaron a la atmósfera, alterando el clima al provocar una disminución en la temperatura y generando lluvia ácida.

### Chicxulub y la extinción en masa

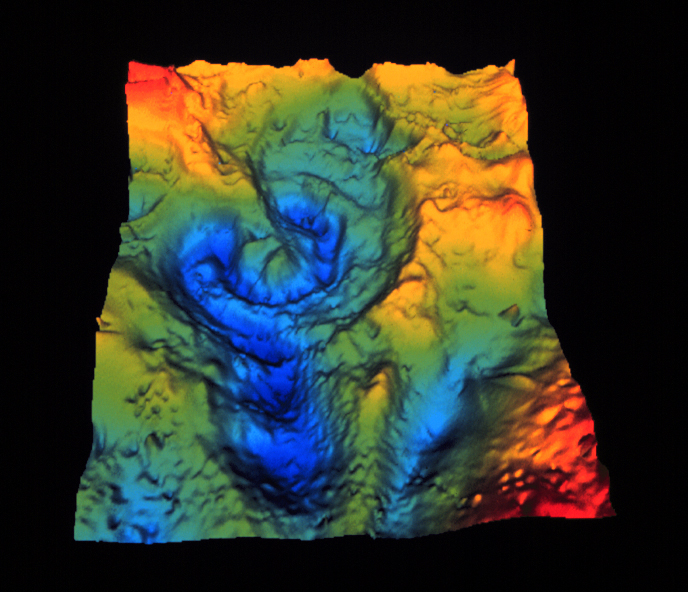
Imagen tridimensional que muestra las anomalías gravitatorias provocadas por el meteoroide en Chicxulub.

El cráter de Chicxulub apoya la teoría postulada por el fallecido físico Luis W. Álvarez y su hijo, el geólogo Walter Álvarez, que hace alusión al hecho de que la extinción de numerosos grupos de animales y plantas, incluyendo los dinosaurios, podría haber sido el resultado del impacto de un bólido. Los Álvarez, ambos trabajando entonces en la Universidad de California en Berkeley, postularon que la extinción fue aproximadamente contemporánea con la fecha estimada de la formación del cráter de Chicxulub, que como bien se arguye fue el resultado de un fuerte impacto. Esta teoría goza actualmente de una aceptación amplia, pero no universal, por parte de la comunidad científica. Algunos críticos, entre los que se encuentra el paleontólogo Robert Bakker, argumentan que un impacto tal habría matado a las ranas junto con los dinosaurios, aunque las ranas sobrevivieron a la extinción. Sin embargo, Gerta Keller de la Universidad de Princeton, argumenta, por su lado, que recientes muestras de roca de Chicxulub demuestran que el impacto se produjo unos 300 000 años antes de la extinción, de modo que no podría haber sido el factor causante.
La prueba principal de un impacto, aparte del cráter en sí, se encuentra en una fina capa de arcilla presente en el límite K/T de todo el mundo. A finales de la década de 1970, los Álvarez y sus colaboradores informaron que dicha capa contenía una concentración anormalmente alta de iridio. En esta capa, los niveles de iridio llegaban a 0,006 ppm en peso o más, en comparación con 0,0004 ppm en la corteza de la Tierra en general; en comparación, los meteoritos contienen unas 0,47 ppm de este elemento. Se teorizó que el iridio se extendió por la atmósfera cuando el bólido fue vaporizado y que se depositó en la superficie de la Tierra junto con otro material expulsado por el impacto, formando así la capa de arcilla rica en iridio.

#### Confirmación
En marzo de 2010, y tras una revisión de estudios, 38 expertos de Europa, Estados Unidos, México, Canadá y Japón, confirmaron, en un trabajo publicado por la revista Science, que la extinción masiva que se produjo hacia finales del período Cretácico, hace unos 65,5 millones de años, y que acabó con el dominio de los dinosaurios en la Tierra, fue originada por el impacto de un asteroide. Con ello quedan desvirtuadas otras hipótesis anteriormente postuladas, como la del vulcanismo masivo o la del depósito de microtectitas sobre el cráter con 300 000 años de antelación.
En 2016, un proyecto científico perforó a gran profundidad el anillo de picos del cráter, cientos de metros por debajo del lecho marino actual, con el fin de obtener muestras del núcleo rocoso del impacto. El equipo obtuvo testigos de sondeo con caliza, restos de rocas fracturadas y fundidas, pero lo inesperado fue encontrar testigos con granito rosa, lo que puso en evidencia que los anillos de picos se formaron con granito proveniente de las profundidades de la corteza terrestre. Se consideró que los descubrimientos confirmaban las teorías actuales relacionadas tanto con el impacto del cráter como con sus efectos.
Un estudio de 2020 concluyó que el cráter Chicxulub se formó por un impacto procedente del noreste inclinado 45-60° respecto a la horizontal. Las pruebas recientes sugieren que el objeto podría haber sido una parte de un asteroide mucho más grande que, tras una colisión en el espacio distante hace más de 160 millones de años, se dividió en una familia de asteroides más pequeños, la familia de Baptistina.

## Hipótesis sobre el asteroide

### Posible origen
El 5 de septiembre de 2007, se sugirió un posible origen para el asteroide que creó el cráter de Chicxulub en un informe publicado en la revista científica Nature. Los autores, William F. Bottke, David Vokrouhlický y David Nesvorný, argumentaban que una colisión producida hace 160 millones de años en el cinturón de asteroides creó la familia de asteroides de Baptistina, cuyo miembro superviviente mayor es Baptistina. Sugirieron que el «asteroide de Chicxulub» también era miembro de este grupo, apoyándose en la presencia de cromo en diversos afloramientos del límite K/T y en un meteorito hallado en sedimentos del mismo límite, en el norte del océano Pacífico, que indicarían que podría haber pertenecido a la poco frecuente clase de asteroides llamados «condritas carbonáceas», clase a la que pertenece la familia de Baptistina. Según Bottke, el aerolito de Chicxulub era un fragmento de unos 60 km de diámetro escindido de un cuerpo padre mucho mayor, de unos 170 km.
Con posterioridad, en 2011, otros autores han puesto en duda la pertenencia del asteroide de Chicxulub a la familia de Baptistina. Según el análisis de los datos obtenidos por la sonda WISE, la colisión entre asteroides que dio lugar a los 1056 miembros de la familia de Baptistina se produjo hace «tan solo» 80 millones de años, la mitad de la edad calculada anteriormente, tiempo que no concordaría en 15 millones de años con el necesario para que uno de los fragmentos alcanzara la Tierra hace 65 millones de años. Este nuevo dato, según los investigadores del proyecto NEOWISE, exculparía a esta familia de asteroides de producir la extinción masiva de finales del Cretácico, manteniéndose, por tanto, la incertidumbre sobre la procedencia precisa del asteroide del Yucatán.

### Teoría del impacto múltiple
En años recientes, se han descubierto otros cráteres como el de Chicxulub, todos entre las latitudes 20°N y 70°N. Entre ellos se pueden mencionar al cráter Silverpit, ubicado en el mar del Norte frente a las costas del Reino Unido, y al cráter Boltysh en Ucrania. Ambos son mucho más pequeños que Chicxulub, pero probablemente fueron causados por objetos de decenas de metros de largo que impactaron contra la Tierra. Esto condujo a la teoría de que el impacto de Chicxulub solo fue uno de varios impactos que habrían ocurrido aproximadamente al mismo tiempo. Otro cráter que se puede haber formado al mismo tiempo es el cráter Shiva, aunque se encuentra cuestionado que dicha estructura sea efectivamente un cráter.

La colisión del cometa Shoemaker-Levy 9 con Júpiter en 1994 demostró que las interacciones gravitacionales pueden afectar a un cometa, creando la posibilidad de múltiples impactos en un período de días. Esto evidenció que los cometas sufrieron varias interacciones gravitacionales con este gigante de gas y que similares disrupciones y colisiones pudieron haber ocurrido en el pasado. Este escenario podría haber tenido lugar en la Tierra hace 65 millones de años, aunque los cráteres de Shiva y Chicxulub pudieron haberse formado 300 000 años antes.
A finales del 2006, Ken MacLeod, profesor de geología de la Universidad de Misuri-Columbia, completó un análisis de los sedimentos bajo la superficie del océano, reforzando la teoría del impacto único. MacLeod llevó a cabo su análisis a aproximadamente 4,5 km del cráter de Chicxulub para controlar posibles cambios en la composición del suelo en el lugar de impacto, aunque permaneciendo suficientemente cerca como para ser afectado por el mismo. El análisis reveló que solo había una capa de detritos en el sedimento originada por el impacto. Los proponentes de un impacto múltiple, como Gerta Keller, consideran los resultados como «dudosos» y no están de acuerdo con la conclusión del análisis de MacLeod.